# Younan Nowzaradan
Younan Nowzaradan (ur. 11 października 1944 w Iranie) – irański lekarz, chirurg ogólny, naczyniowy, bariatra, osobowość telewizyjna, mówca motywacyjny, propagator zdrowego żywienia. Od 1971 roku mieszkający w Stanach Zjednoczonych. Od 2012 roku prowadzi program Historie wielkiej wagi (ang. My 600-lb Life), emitowany na kanale TLC, a także inne, opisujące przypadki osób walczących z chorobliwą otyłością. Autor publikacji na temat chirurgii laparoskopowej, a także książek pt. Last Chance to Live, The Scale Does Not Lie, People Do Cytowany także w innych publikacjach naukowych.

## Kariera zawodowa
Younan Nowzaradan ukończył studia w 1970 roku na Uniwersytecie Medycznym Teheranu w Iranie. Po ukończeniu studiów, w 1971 roku rozpoczął praktykę chirurgiczną w szpitalu St. Johns (Detroit, Michigan). Następnie, wziął udział w programie orientacji medycznej na Uniwersytecie St. Louis (Missouri). Później ukończył czteroletnią rezydenturę chirurgiczną w St. Thomas Hospital (Nashville, Tennessee) i pomyślnie otrzymał stypendium z Texas Heart Institute w Houston. Pod wrażeniem jego pracy chirurgicznej był renomowany kardiochirurg Denton Cooley, który poprosił doktora Nowzaradana o dołączenie do Cardiovascular Fellowship w Texas Heart Institute (Houston, Texas) w 1976 roku.
Doktor Nowzaradan założył w 1986 roku BCC, jako podstawową opiekę i klinikę chirurgiczną z trzema lekarzami. Początkowo koncentrował się na samej chirurgii, ale coraz częściej przyjmował obowiązki podstawowej opieki medycznej, ponieważ inni lekarze przeszli na emeryturę. Oprócz intensywnej praktyki chirurgicznej w BCC Younan wykonywał operacje w innych ośrodkach.
Jako chirurg ogólny i naczyniowy był pierwszym lekarzem w Houston, który zbadał i wykorzystał zalety chirurgii laparoskopowej dla wcześniej nierozpatrywanych przypadków. Z powodzeniem wykonał ponad 2000 operacji bariatrycznych. Podczas swojej wieloletniej praktyki medycznej doktor Younan Nowzaradan miał do czynienia z wieloma rzadkimi i skomplikowanymi przypadkami medycznymi, które wyleczył poprzez swoje duże doświadczenie. Szczególnie specjalizuje się w leczeniu trudnych przypadków bariatrycznych, którym wcześniej odmówili pomocy inni chirurdzy ze względu na bardzo dużą masę ciała – powyżej 270 kilogramów. Mimo że specjalizuje się w chirurgii pomostowania żołądka, doktor Nowzaradan wykonuje wiele operacji ogólnych, naczyniowych i bariatrycznych. Należą do nich m.in. obejście gastryczne Roux-en Y, rękaw żołądkowy i korekta chirurgiczna w celu usunięcia nadmiaru skóry z jamy brzusznej, ramion, ud i piersi (redukcja mamoplastyki), zabiegi rewizyjne nieudanej operacji utraty wagi, gastroplastyka z pionową opaską.
Jego publikacje na temat zastosowań małoinwazyjnej techniki laparoskopowej były także cytowane w innych pracach naukowo-badawczych. W 2015 roku doktor Nowzaradan wydał książkę Last Chance to Live, która koncentruje się na tym, czego nauczył się przez ponad 45 lat doświadczenia z pacjentami bariatrycznymi. Z kolei w 2019 roku opublikował drugą książkę pt. The scale does not lie, people do. Jest współtwórcą programów emitowanych w stacji TLC i Discovery Health Channel, takich jak: My 600-lb Life, Half Ton Teen, Half Ton Dad, Half Ton Mom oraz The Worlds Heaviest Man part II, ukazujących walkę osób z dużą otyłością do powrotu do normalnego życia. Wystąpił także w innych programach talk-show, takich jak Oprah Winfrey Show, gdzie szczegółowo opisał swoją pracę z chorobliwie otyłym nastolatkiem Billy’em Robbinsem.
Doktor Nowzaradan praktykuje w wielu szpitalach w Houston, w tym w First Street Hospital, Doctors Hospital at Tidwell, Renaissance Hospital, Surgery Specialty Hospital, University General Hospital i St Joseph Medical Center.

## Członkostwo i certyfikaty
Nowzaradan jest członkiem wielu stowarzyszeń i fundacji medycznych m.in.
- Fellow of the American College of Surgery
- American Medical Association
- Texas Medical Association
- Harris County (Texas) Medical Association
- Denton Cooley Cardiovascular Surgical Society
- Society of American Gastrointestinal Endoscopic Surgeons
- American Society for Bariatric Surgery (A.S.B.S.)
- Society of American Gastrointestinal and Endoscopic Surgeons (S.A.G.E.S.)

Posiada także certyfikaty:
- American Board of Surgery
- Fellow of the American College of Surgery[18].

## Życie prywatne
Doktor Nowzaradan w 1975 roku poślubił Delores McRedmond. Para ma troje dzieci. Dwie córki; Jennifer i Jessicę oraz syna Jonathana, który jest producentem programu My 600-lb Life, Shipping Wars i Half Ton Teen. Małżeństwo Nowzaradanów rozwiodło się w 2002 roku po 27 latach.